# سنت ایشمایلز (پمبروکشر)
سنت ایشمایلز (به انگلیسی: St Ishmaels) یک روستا در بریتانیا است که در پمبروکشر واقع شده‌است.